# Dolan’s Cadillac
Dolan’s Cadillac ist ein US-amerikanischer direct-to-DVD produzierter Psychothriller aus dem Jahr 2009, basierend auf der gleichnamigen Erzählung aus Stephen Kings Kurzgeschichtensammlung Alpträume von 1993. Regie führte Jeff Beesley, die Hauptrollen spielten Wes Bentley und Christian Slater.

## Handlung
Der Gangsterboss James „Jimmy“ Dolan, der organisierten Menschenhandel betreibt, führt in Las Vegas ein Leben in Prunk und Luxus. Seine tägliche Routine wird dadurch gestört, dass eines Tages während eines Transports junger Mexikanerinnen, die in die Prostitution verkauft werden sollen, die Klimaanlage des Fahrzeugs versagt und die Mädchen mehr tot als lebendig am vereinbarten Treffpunkt ankommen. Dolan erschießt die Fahrer und befiehlt seinen Handlangern, Chief und Delta, die Frauen mitsamt dem Lieferwagen im Wüstensand zu verscharren.
Dies wird zufällig von Elizabeth Robinson, der Frau eines unbescholtenen Grundschullehrers, die in der Gegend einen Ausritt unternimmt, beobachtet. Als sie und ihr Mann Tom sich an den örtlichen Sheriff wenden, ist dieser aus Angst vor Dolan nicht bereit, etwas in der Sache zu unternehmen. Er macht dümmliche und rassistische Aussagen über die Mordopfer und gibt ihnen selbst die Schuld an ihrem Schicksal. Dolan macht Robinsons Identität ausfindig und lässt ihr die Leiche eines seiner chinesischen Opfer ins Bett legen. Elizabeth will sich jedoch nicht einschüchtern lassen. Daher wenden sie und ihr Mann sich direkt an das FBI, vertreten durch Special Agent Fletcher, der bereits seit Jahren hinter Dolan her ist. Elizabeth soll bis zum Termin ihrer Aussage in das Zeugenschutzprogramm aufgenommen werden. Sie und Tom leben monatelang in einem Hotelzimmer.
Eines Abends erbricht sich Elizabeth, die danach hofft, dass dies ein Anzeichen für die seit Längerem ersehnte Schwangerschaft ist. Sie verlässt das gemeinsame Hotelzimmer, um sich einen Schwangerschaftstest zu besorgen. Beim Starten ihres Wagens wird sie vor den Augen ihres Mannes durch eine im Wagen deponierte Autobombe in Stücke gerissen. Da keine Belastungszeugin mehr vorhanden ist, kann Dolan ohne Gefahr von Repressalien sein luxuriöses Leben weiterführen. Für Tom bricht eine Welt zusammen. Während er seinen Kummer zunächst mit Alkohol und verschreibungspflichtigen Medikamenten zu betäuben versucht, wird er zunehmend vom Wunsch nach Rache aufgezehrt.
Von Halluzinationen geplagt, in denen ihm Elizabeth erscheint, schmiedet er einen Racheplan. Er besorgt sich eine großkalibrige Handfeuerwaffe und beginnt Schießübungen. Des Weiteren beobachtet er Dolans Tagesablauf. Dieser wird von einem Leibwächter bewacht und fährt regelmäßig in seinem gepanzerten Wagen, einem Cadillac Escalade, von Los Angeles nach Las Vegas durch die Wüste. Tom wird Zeuge, wie chinesische Gangster mit automatischen Waffen versuchen, Dolan zu ermorden. Dabei scheitern sie jedoch an der massiven Panzerung des Wagens. Nach einer versuchten Verfolgung des Cadillac erkennt Dolan Tom über seine Rückfahrkamera, passt ihn an einer Rastplatztoilette ab und schlägt ihn brutal zusammen. Er verzichtet darauf, ihn zu erschießen, da er ihn für zu weich hält, jemals auf einen Menschen zu schießen. Den schwer verletzten und gedemütigten Tom lässt er auf dem Boden der öffentlichen Toilette liegen.
Tom versinkt daraufhin in Depressionen. Dann fasst er jedoch einen neuen Plan: Er will Dolan mit seinem Cadillac in der Wüste vergraben. Dazu nimmt er zunächst einen Sommerjob beim Straßenbauunternehmen von Harvey Blocker an. In den nächsten Wochen bessert er unter der sengenden Wüstensonne Schlaglöcher aus, bis er erfährt, dass Dolan plant, am Wochenende um den Labor Day von Las Vegas nach Los Angeles zu fahren, wo er sein Geschäft mit Prostituierten auf den Handel mit Kindern ausweiten will. Drei Tage lang gräbt Robinson allein, bis an die äußerste Grenze menschlicher Belastbarkeit, ein gewaltiges Loch in der Wüstenstraße aus und tarnt dies mit einer dünnen Abdeckplane.
Tatsächlich fährt Dolan zu dem erwarteten Zeitpunkt vorüber und stürzt mit seinem gepanzerten Cadillac in die Fallgrube. Dabei stirbt die Fahrerin des Wagens sofort, Dolans rechte Hand Chief, der die Bombe am Wagen von Robinsons Frau deponiert hatte, erleidet einen offenen Beinbruch. Kurze Zeit später erschießt Dolan Chief, weil er seine Schreie nicht mehr ertragen kann. Nachdem Robinson Dolan klargemacht hat, wer er ist, verspricht er ihm, ihn freizulassen, falls es Dolan gelingen sollte, den Lärm zu überschreien, den die Explosion des Autos beim Tod seiner Frau bewirkt hatte. Während Dolan behauptet, seine Verbrechen zu bereuen, und Tom Geld bietet, beginnt dieser damit, das Auto zu vergraben. Gerade als Robinson seine Arbeit beendet hat, erhält er einen Anruf von Special Agent Fletcher. Das FBI konnte Dolan als den Drahtzieher des Menschenhändlerrings überführen und schreibt ihn nun zur Fahndung aus. Tom, der das Fahrzeug vollständig vergraben und mit Bodenplatten getarnt hat, bricht in hysterisches Gelächter aus und beantwortet den Anruf mit: „Ja, wir haben ihn.“

## Kritik
„Gut besetzter Thriller nach einer Kurzgeschichte von Stephen King, zwar ambitioniert, aber ohne besondere Anteilnahme erzählt.“

## DVD-Veröffentlichung
- Dolan’s Cadillac / 15. Dezember 2009 / Sony Pictures Home Entertainment

## Unterschiede zum Roman
Film und Roman unterscheiden sich in einigen Punkten voneinander.
- Im Film handelt Dolan mit Frauen und später mit Kindern, im Buch wird nichts über seine Geschäfte gesagt. So erfährt man im Buch auch nicht, welches Verbrechen genau Elizabeth beobachtet hat.
- Der gescheiterte Mordanschlag der ehemaligen chinesischen Geschäftspartner Dolans kommt im Buch nicht vor.
- Auch die Begegnung von Dolan und Robinson auf der Rastplatztoilette findet im Buch nicht statt. Stattdessen erkennt Dolan bei einer kurzen Begegnung – Robinson fährt an Dolans Wagen, der einen Platten hat, vorbei – diesen im Buch nicht.
- Im Buch setzt Robinson seinen Plan am Wochenende vor dem 4. Juli um, im Film am Labour-Day-Wochenende (September).
- Um die richtigen Ausmaße für die Grube zu bestimmen, fragt Robinson im Buch einen befreundeten Physiklehrer unter dem Vorwand, einen Science-Fiction-Roman zu schreiben, um Rat. Diese Szene kommt im Film nicht vor.
- Im Film gaukelt Robinson Dolan anfangs vor, dass er Hilfe holen würde, im Buch stellt er von vornherein klar, dass Dolan keine Hilfe zu erwarten hat.
- Die Handlung im Buch erstreckt sich über 7 Jahre, in denen Robinson Dolan beobachtet. So muss er, nachdem er bei der Straßenbaubrigade angefangen hat, allein 2 Jahre auf den richtigen Zeitpunkt zur Ausführung seinen Plans warten. Der Film suggeriert einen viel kürzeren Zeitrahmen, weniger als ein Jahr.
- Im Buch ist sich Robinson nicht sicher, ob Dolan an diesem Wochenende nach Los Angeles fährt, und klärt dies mit einem Anruf bei der Firma, die das Haus in L.A. reinigt. Diese Szene fehlt im Film.
- Der Film endet mit dem Verlegen der Steinplatten, während Robinson im Roman erzählt, dass er noch einmal zu Dolans Grab fuhr, um darauf zu urinieren; seitdem benutzte er die Straße nie wieder.

## Sonstiges
- Ursprünglich waren Sylvester Stallone für die Rolle des Jimmy Dolan und Stacey Title für die Regie vorgesehen. Für den Part des Gangsterbosses Dolan waren, abgesehen von Stallone, auch Dennis Hopper, Kevin Bacon und Gabriel Byrne im Gespräch.
- Aufgrund wiederholter Verschiebungen des Drehbeginns zog Stephen King im September 2005 seine Filmrechte zurück, da er von Title als Regisseurin und vom Zustandekommen des Projekts nicht mehr überzeugt war.
- Endgültiger Drehbeginn war im Juni 2008 in Saskatchewan, Kanada.
- Der Authentizität wegen wurde vier Tage lang in der Wüste Nevadas gedreht. Für weitere Szenen wurden Aufnahmen von Bergen und Wüstensand mithilfe von CGI in den Film integriert.
- Dolan’s Cadillac erhielt von der MPAA die Altersfreigabe Rated R (ab 17 Jahren und in Begleitung eines Elternteils) aufgrund des mit derben Kraftausdrücken durchsetzten Vokabulars.
- Den Soundtrack Hold On sang die japanische Sängerin Crystal Kay.
- In der Szene, bevor Dolan die schicksalshafte Fahrt macht, sieht man ihn im Hotelzimmer. Im Hintergrund ist die Zeichnung Das Fass Amontillado (1919) von Harry Clarke zu sehen: eine Anspielung auf Edgar Allan Poes gleichnamige Horrorgeschichte, in der jemand seinen Feind lebendig einmauert. Ebenso ist Dolans flehentlicher Ausruf „For the love of God!“ ein Zitat aus dieser Kurzgeschichte.